# Isadore Tarlov
Pour les articles homonymes, voir Tarlov.
Isadore Max Tarlov né le 16 mai 1905 à Norwalk, dans le Connecticut et mort 4 juin 1977, est un neurochirurgien américain. On lui doit la description, en 1938 des kystes arachnoïdiens auxquels il a laissé son nom.

## Biographie
Il a étudié à l'université Clark, dans le Massachusetts où l'enseignement de Robert Goddard, pionnier de l'astronautique et l'un des inventeurs de la fusée, suscite sa vocation scientifique. Il obtient son diplôme de médecin de la Johns Hopkins Medical School en 1930, puis effectue une formation en neurochirurgie à l'Institut neurologique de Montréal auprès de Wilder Penfield dont il est le premier résident.
Tarlov s'est intéressé principalement à la chirurgie de la colonne vertébrale. On lui doit des études sur l'anatomie et la pathologie des nerfs rachidiens de l'espace sous-arachnoïdiden et sa description des kystes des racines sacrées (qui portent son nom). Ses contributions dans le domaine de la technique chirurgicale sont l'introduction de la colle de fibrine et l'utilisation de la position opératoire genu-pectorale, en collaboration avec William Cone à Montréal, qui a permis, en diminuant la pression abdominale, de réduire les pertes sanguines durant les interventions et d'obtenir un « champ opératoire sec » (c'est-à-dire débarrassé du sang) permettant une meilleure visibilité et donc une meilleure précision du geste chirurgical.

## Ouvrages
- Le principe de parcimonie en médecine, 1969